# Adam Ndlovu
Adam Ndlovu (* 26. Juni 1970; † 16. Dezember 2012 an den Victoriafällen, Simbabwe) war ein simbabwischer Fußballspieler.
Ndlovu war drei Jahre lang bis 1996 beim SC Kriens aktiv, bevor er zu den SR Delémont und 1999 zum FC Zürich wechselte. 2004 beendete er seine Karriere in Südafrika. Er starb im Dezember 2012 nach einem Autounfall, bei dem auch sein Bruder, der Fußballspieler Peter Ndlovu, schwer verletzt worden war.